# Balanyi Szilárd
Balanyi Szilárd (Veszprém, 1974. október 19. –) magyar zenész, a Quimby billentyűse.

## Élete
Balatonfüreden nőtt fel. 6 éves korában (1980), édesapjától kapott hegedűjén kezdte el zeneelméleti tanulmányait a balatonfüredi Ferencsik János zeneiskolában. Aktív résztvevője volt az általános iskolai énekkarnak, csakúgy, mint az ezzel párhuzamosan végzett zeneiskola kamarazenekarának. 1992-ben alakult meg iskolájában a The Ears nevű zenekar, amiben ő zongorázott, illetve egy kölcsönkért szintetizátorból csalt ki furábbnál furább hangokat.
Miután elvégezte a gimnáziumot, 1993-ban Budapestre költözött, ahol Rátonyi Róbert tanítványa lett. A zeneművészeti főiskolára háromszori próbálkozás után sem vették fel, így feladta ez irányú terveit. 1994 tavaszán azonban éppen zongoraórája volt, amikor Szén Molnár Tamás (szaxofonos) – az akkor még alig ismert és undergroundnak számító Quimby zenekar volt szaxofonosa – azzal a szándékkal nyitott be az ajtón, hogy zongoristát találjon az együttesbe. Ez sikerült is. Szilárdot találták a legképlékenyebbnek és ezáltal a legmegfelelőbb embernek a jelentkezők közül.
2000-ben határozta el, hogy elkészíti a fejében régóta motoszkáló zenei ötletek gyűjteményét. 2001-ben elkészült a Szilárd – Halmazállapot, Szilárd első önálló albumának zenei anyaga, ami 2002-ben meg is jelent. 2003 március végén a Halmazállapotot beszavazta a szakmai zsűri a 2003-as Arany Zsiráf-díj jelöltjei közé, hazai modern rock kategóriában.
Még ez év nyarán Szilárd megírta új nagylemezének zenei anyagát, amihez többek között Pély Barnabás, Giret Gábor, Jamie Winchester és Romhányi Áron nyújtott segítséget, és ami Súlytalanság címre keresztelve 2005 februárjában jelent meg.
2007-ben megjelentetett egy remix albumot, ami az Egy más világ címet kapta. Ezen 7 dal újragondolt változata hallható, stílusban egymástól igencsak különböző előadók interpretálásában.
Eközben gőzerővel újraindult a Quimby family, vendégzenészkedett itt-ott, tagja lett a Ludditák formációnak is, és ezalatt megírta a Sorminta c. album zenei anyagát, ami 2009-ben jelent meg. Az album megjelenésekor tartott lemezbemutató koncertet rögzítették is, amiből DVD-kiadás készült 21:00 címmel.
2012-ben két új dalt tett közzé a világhálón, Tűz és Ego címmel. Ez a két szerzemény csak letölthető formátumban jelent meg. Ezután már csak letölthető formátumban jelentet meg dalokat...
2013-ban a Lám, lám!, és a Sosincs ismétlés c. szerzeményeket, 2014-ben pedig a Cseperedő, a Kis fura figurák (feat. Galambos Dorina), és a Te meg én c. szerzeményeket jelentette meg.
2015-ben Dallos-Nyers Boginak írt és készített el egy dalt, ami március környékén lát majd napvilágot, valamint készül egy dal, amit Dorina és Schoblocher Barbara (Blahalouisiana) fog énekelni. De egy saját dallal is készül erre az évre, szóval az alkotás nem szünetel idén sem... Folyt.köv.

## Diszkográfia
- 2002 – Halmazállapot (CD)
- 2005 – Súlytalanság (CD)
- 2007 – Egy más világ (remix EP)
- 2009 – Sorminta (CD)
- 2009 – 21:00 (DVD)
- 2012 – Tűz (single)
- 2012 – Ego (single)
- 2013 – Lám, lám! (single)
- 2013 – Sosincs ismétlés (single)
- 2014 – Cseperedő (single)
- 2014 – Kis fura figurák (single)
- 2014 – Te meg én (single)
- 2015 – Sosem elég (single)
- 2015 – Kanapé (EP)
- 2015 – I'm On Fire (meza remix)
- 2016 – Várni rád (meza remix)
- 2017 – Szívgyógyító (single)
- 2017 – Stay And Wait (single)
- 2017 – Zajsugár (EP)
- 2019 – Just Another Day (single)
- 2019 – Föld hívja Földet (single)
- 2020 – Ego tréning (EP)
- 2021 – Zaj tréning (LIVE)
- 2021 – Piano Piano (EP)
- 2022 – Na, ez az! (LP)
- 2022 – Körbeér (single)
- 2023 – Piano Projekt (EP)
- 2024 – Naptejszínhab (LP)